# Portrait aux pommes
Le Portrait aux pommes – en allemand Porträt mit Äpfeln – est un tableau réalisé par le peintre allemand August Macke fin 1909 à Tegernsee, en Bavière. Cette huile sur toile est le portrait à mi-corps de l'épouse de l'artiste Elisabeth Erdmann-Macke peu de temps après leur mariage, alors qu'elle est enceinte. Debout devant un fond sombre à côté d'un rideau fauve, la jeune femme y figure tenant à deux mains une assiette de pommes, les yeux baissés. Depuis un don en 1965, l'œuvre est conservée à la Lenbachhaus, à Munich.